# Donji Svilaj
Donji Svilaj naseljeno je mjesto u sastavu općine Odžak u Federaciji Bosne i Hercegovine u Bosni i Hercegovini. Nalazi se na magistralnoj cesti M14.1.

## Stanovništvo
| Donji Svilaj       |                |                |                |
| godina popisa      | 1991.          | 1981.          | 1971.          |
| Hrvati             | 1408 (89,34 %) | 1389 (86,27 %) | 1453 (90,02 %) |
| Srbi               | 143 (9,07 %)   | 153 (9,50 %)   | 156 (9,66 %)   |
| Muslimani          | 2 (0,12 %)     | 2 (0,12 %)     | 0              |
| Jugoslaveni        | 13 (0,82 %)    | 8 (0,49 %)     | 0              |
| ostali i nepoznato | 10 (0,63 %)    | 58 (3,60 %)    | 5 (0,30 %)     |
| ukupno             | 1576           | 1610           | 1614           |

## Glazba
U Donjem Svilaju djeluje izvorna grupa „Svilajski Zvuci”.

## Poezija
- Franjo „Frinja” Matanović

## Šport
- HNK Mladost, županijski ligaš